# Ala Indiana

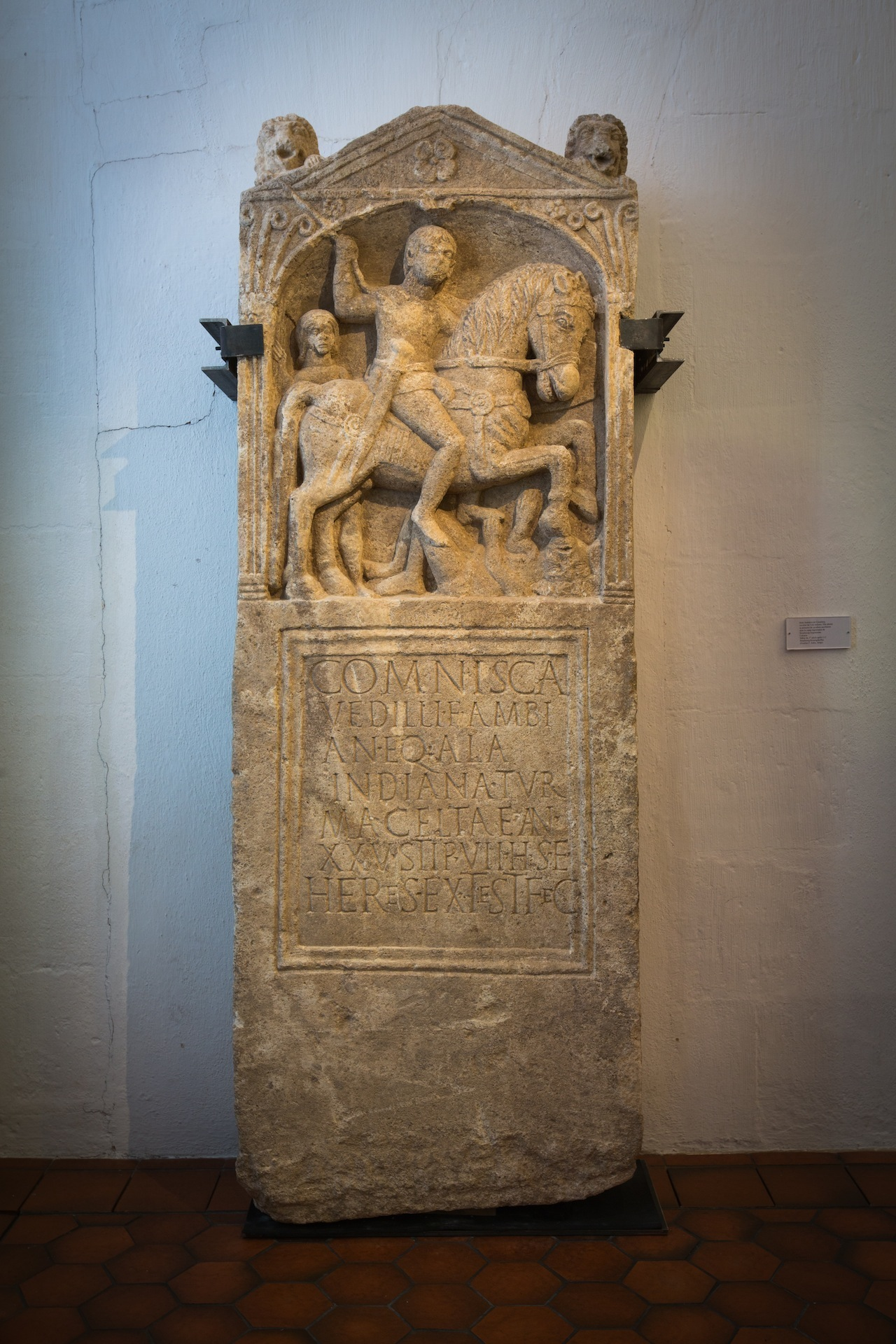
Der Grabstein des Comnis

Die Ala Indiana [Gallorum] [pia fidelis] [Antoniniana] (deutsch Ala des Indus [der Gallier] [loyal und treu] [die Antoninianische]) war eine römische Auxiliareinheit. Sie ist durch Militärdiplome der Jahre 95/96 bis 134 n. Chr. und durch Inschriften belegt und war in den Provinzen Germanien und Britannien stationiert.

## Namensbestandteile
- Indiana: des Indus. Die Einheit wurde durch Iulius Indus, einem Angehörigen des Volksstamms der Treverer, aufgestellt.[2][3]
- Gallorum: der Gallier. Der Zusatz kommt in den Militärdiplomen von 129 bis 134 vor.
- pia fidelis: loyal und treu. Kaiser Domitian (regierte 81–96) verlieh den ihm treu gebliebenen römischen Streitkräften in Germania inferior nach der Niederschlagung des Aufstands von Lucius Antonius Saturninus die Ehrenbezeichnung pia fidelis Domitiana.[4] Der Zusatz kommt in dem Militärdiplom von 129 und der Inschrift (CIL 11, 6123) vor.
- Antoniniana: die Antoninianische. Eine Ehrenbezeichnung, die sich auf Caracalla (211–217) oder auf Elagabal (218–222) bezieht. Der Zusatz kommt in der Inschrift (AE 2001, 1544) vor.

Da es keine Hinweise auf den Namenszusatz milliaria (1000 Mann) gibt, war die Einheit eine Ala quingenaria. Die Sollstärke der Ala lag bei 480 Mann, bestehend aus 16 Turmae mit jeweils 30 Reitern.

## Geschichte
Als sich beim sogenannten Aufstand des Sacrovir die Treverer und Haeduer im Jahre 21 n. Chr. unter Iulius Sacrovir und Iulius Florus erhoben, stellte der romtreue Trever Iulius Indus einen Kriegerverband aus loyal zu Rom stehenden Treverern. Er trug entscheidend zur Niederschlagung des Aufstands bei, indem er die noch unorganisierten Anhänger des Iulius Florus im Arduenna silva angriff und auseinandertrieb. Bald nach der Beendigung des Aufstands blieb die Reitereinheit bestehen und wurde als reguläre ala vermutlich von Anfang an in der Provinz Obergermanien aufgestellt. Der Beiname Gallorum („der Gallier“) könnte darauf hindeuten, dass damals neben Treverern auch Männer aus anderen gallischen Stämmen in die Einheit aufgenommen wurden.
43 n. Chr. nahm sie an der Eroberung Britanniens teil und blieb anschließend in der neu eroberten Provinz. Erhaltene Grabsteine von Angehörigen der Einheit lassen darauf schließen, dass sie in Corinium Dobunnorum, dem heutigen Cirencester, stationiert war. Im Rahmen der militärischen Umstrukturierung Niedergermaniens nach dem Bataveraufstand kam die ala zur Sicherung des Niedergermanischen Limes an den Rhein. Dort war sie vermutlich in Buruncum bei Köln stationiert. Nach erfolgreicher Niederschlagung des Aufstands des Lucius Antonius Saturninus 89 n. Chr. wurde ihr mit allen anderen in der Germania Inferior liegenden Verbänden durch Kaiser Domitian der Ehrentitel pia fidelis verliehen.
Im 2. und 3. Jahrhundert befand sich die Einheit wieder in Obergermanien, wo sie vermutlich in Mogontiacum (Mainz) stationiert war. Der genaue Zeitpunkt der Versetzung dorthin ist unbekannt, lässt sich aber durch zwei niedergermanische Militärdiplome eingrenzen: Während sie in einem Diplom vom 20. Februar 98 n. Chr. noch unter den niedergermanischen Einheiten aufgeführt ist, fehlt sie bei einem entsprechenden Dokument des Kaisers Hadrian vom 20. August 127 n. Chr., obwohl dort fünf weitere Alen der Provinz aufgeführt sind. Irgendwann in dem Zeitraum dazwischen muss die Versetzung der Ala Indiana erfolgt sein. Da sie in den unter Trajan (regierte 98–117) ausgestellten Militärdiplomen Obergermaniens nicht aufgeführt wird, wurde erwogen, dass sie erst nach 117 in die Provinz gelangt sein kann. Völlig sicher ist dies aber nicht, da ein Militärdiplom nicht grundsätzlich alle Einheiten einer Provinz aufführte, sondern nur diejenigen, aus denen zu diesem Zeitpunkt auch Soldaten ehrenvoll entlassen wurden.
In der Spätantike verliert sich die Spur der Ala Indiana.

## Standorte
Standorte der Ala in Britannia waren möglicherweise:
- Corinium Dobunnorum: Der Grabstein von Dannicus wurde hier gefunden.

Standorte der Ala in Germania waren möglicherweise:
- Buruncum (Worringen): Der Grabstein des Albanius Vitalis wurde hier gefunden.

## Angehörige der Ala
Folgende Angehörige der Ala sind bekannt:

### Kommandeure
- Gaius Hedius Verus, ein Präfekt der Einheit kurz nach 127 n. Chr. (CIL 11, 6123)

### Sonstige
| - Albanius Vitalis, ein Reiter (CIL 13, 8519) - Albanus, ein Decurio (RIB 108) - Argiotalus, ein Reiter (CIL 13, 6230) - Barbius, ein Decurio (CIL 13, 8519) - Celta, ein Decurio (AE 2014, 940) - Comnis, ein Reiter (AE 2014, 940) | - Dannicus, ein Reiter (RIB 108) - Fl(avius) Flavianus Aventinus, ein Decurio (CIL 13, 7028) - Fronto, ein Reiter (AE 1929, 130) - Iul(ius) Paterninus, ein Decurio (CIL 13, 7257) - L(ucius) Quintionius Severianus, ein Veteran und ehemaliger Sesquiplicarius (AE 2001, 1544) - M(arcus) Ulpius Telesp(h)orus, ein Medicus; er war auch Arzt der Cohors III Asturum. |